# 왕징역
왕징역(중국어: 望京站)은 중국 베이징시 차오양구 왕징 가도 광순베이 대가, 후광 중가, 훙창루 교차로에 위치한  베이징 지하철 14호선과 15호선의 환승역이다. 이 중 15호선의 일부는 2010년 12월 30일 15호선 1구간 개통과 함께 개통되었으며, 2014년 12월 28일 14호선 동부구간 개통과 함께 개장되었다.

## 위치와 구조
역은 왕징 체육공원(구, 왕허이민상가) 위에 위치해 있으며, 서쪽에 남북으로 뻗어 있으면서 부분적으로 동쪽에 위치한 15호선은 2010년 말에 개통되었다. 14호선은 2014년 연말에 개통하였다. 두 노선 모두 1면 2선의 섬식 승강장 구조이다.

## 역 구조

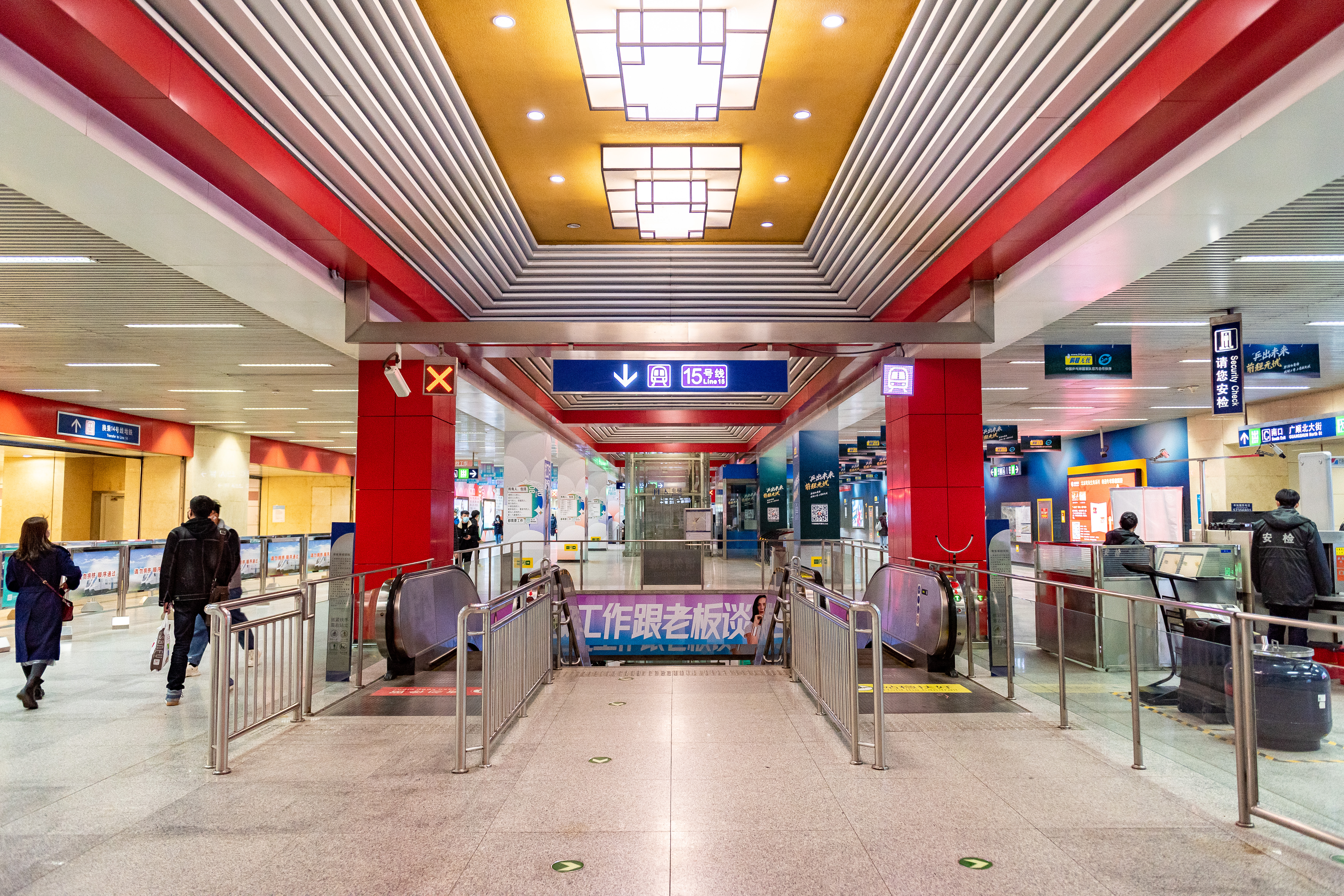
15호선 대합실(2021년 3월)

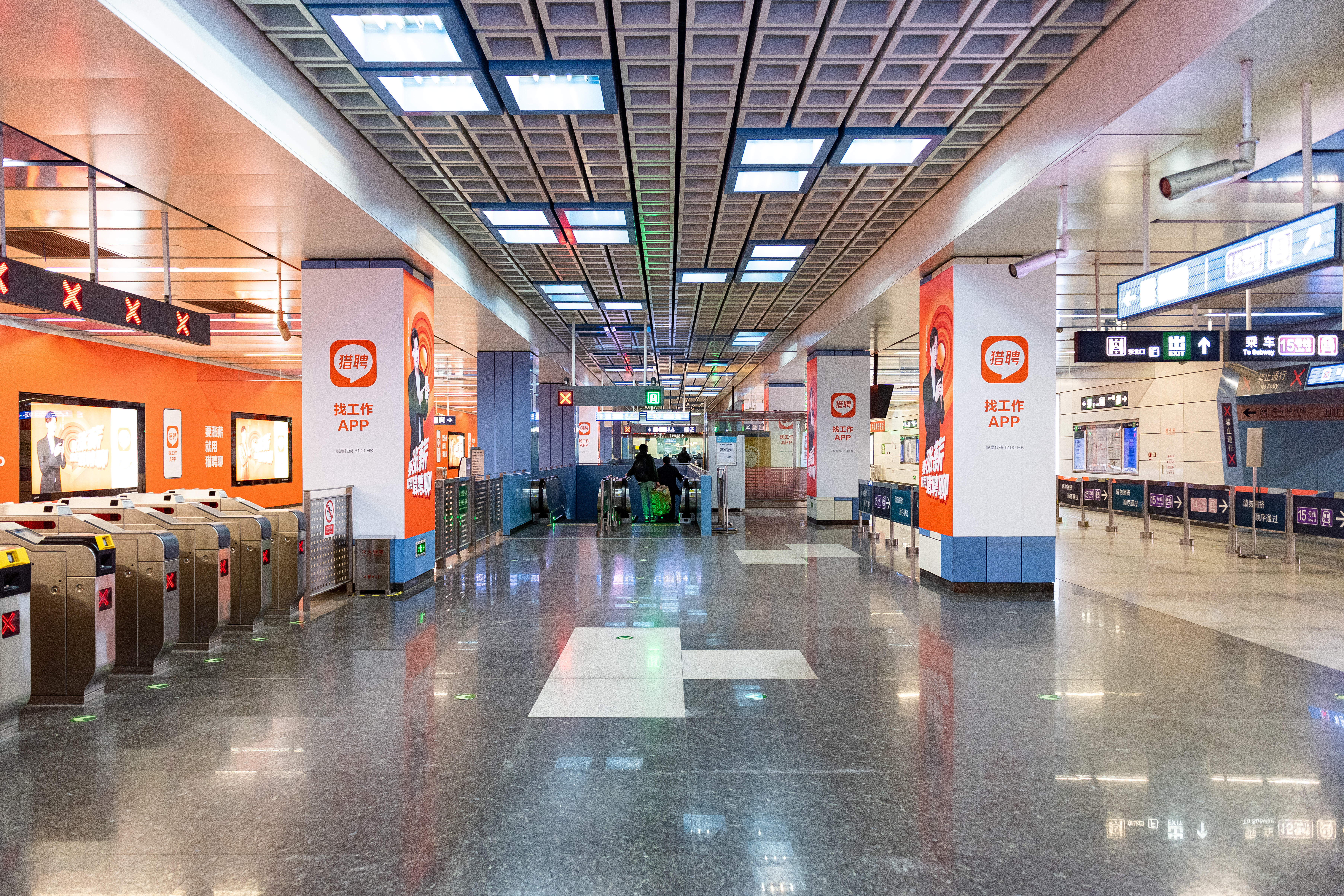
14호선 대합실(2021년 3월)

### 층별 구조
| 지면층                              | 출입구                          | A—H출입구                             |
| 지하 1층 14호선 및 15호선 역 중앙홀 | 14호선 대합실                   | 고객센터, 자동발권기, 출입문          |
| 지하 1층 14호선 및 15호선 역 중앙홀 | 15호선 대합실                   | 고객센터, 자동발권기, 출입문          |
| 지하 2층 15호선 승강장              | ←                               | ■ 15호선 칭화둥루시커우 방면 (왕징시) |
| 지하 2층 15호선 승강장              | 섬식 승강장, 왼쪽 출입문이 열림 |                                       |
| 지하 2층 15호선 승강장              | →                               | ■ 15호선 펑보 방면 (왕징둥)           |
| 지하 3층 14호선 승강장              | ←                               | ■ 14호선 장궈좡 방면 (푸퉁)           |
| 지하 3층 14호선 승강장              | 섬식 승강장, 왼쪽 출입문이 열림 |                                       |
| 지하 3층 14호선 승강장              | →                               | ■ 14호선 산거좡 방면 (둥후취)         |

### 대합실
왕징역에는 각각 14호선과 15호선의 역사 대합실이 있으며, 15호선 대합실의 서쪽은 환승 통로를 통해 14호선 대합실의 동쪽과 연결된다.

### 승강장 구조
2010년에 개통된 15호선 왕징역은 훙창루 하부에 섬식 승강장이 있고, 2014년에 개통된 14호선 왕징역도 섬식 승강장으로 광순 북가 하부에 있다. 14호선 승강장 북쪽 끝에 환승 공간이 있다.

## 출구
왕징역에는 총 4개의 출입구가 있는데, 그 중 A, C 출입구는 15호선 역사와 연결되어 있고, F, H 출입구는 14호선 역사와 연결되어 있으며, E 출입구는 임시 개방되어 있다.
|                         |                           |        |      |           |
|                         |                           |        |      |           |
| 출구                    | 지시                      | 목적지 | 사진 | 편의 시설 |
| ■ 15호선 역사와 연결    |                           |        |      |           |
| 出口 · A                | 훙창루(宏昌路)            |        |      |           |
| 出口 · C                | 훙창루(宏昌路)            |        |      | 빈칸      |
| ■ 14호선 역사와 연결    |                           |        |      |           |
| 出口 · F                | 광순베이 대가(广顺北大街) |        |      |           |
| 出口 · H                | 광순베이 대가(广顺北大街) |        |      | 빈칸      |
| 아이콘 설명: 엘리베이터 |                           |        |      |           |

## 역세권 정보
- 왕징
- 왕징 코리아타운